# Zebaot

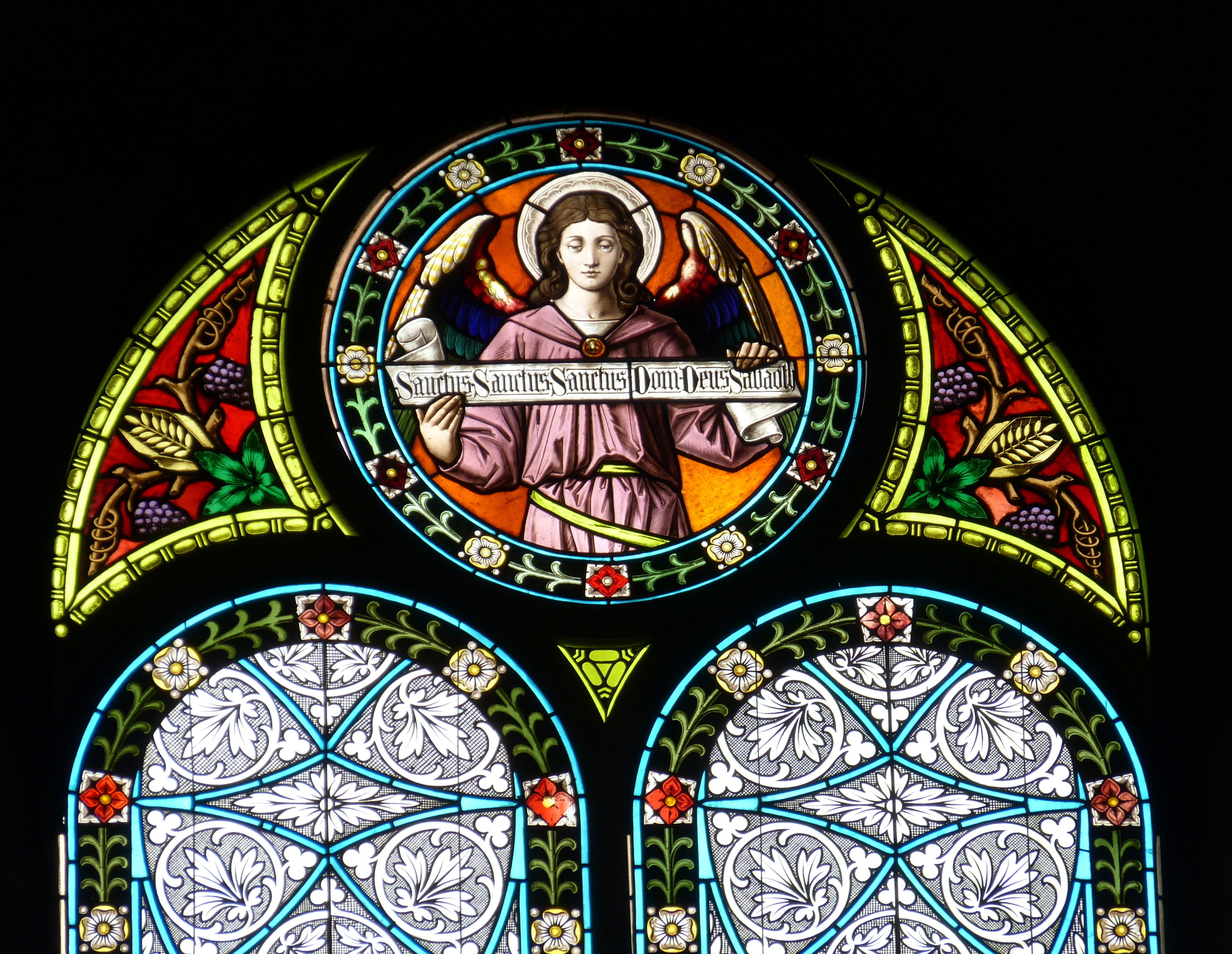
Anrufung des Herrn Sabaoth auf dem Spruchband eines Engels, Stiftskirche Schlägl (Oberösterreich)

Das hebräische Wort Zebaot (צבאות ‚Heere, Heerscharen‘, auch Zebaoth oder Zevaot und Sebaoth, siehe Schreibweise biblischer Namen im Deutschen; lateinisch Sabaoth) ist im Tanach ein Attribut zum Gottesnamen JHWH (יהוה צבאות).

## Hebräische Bibel
In der Tora (fünf Bücher Moses) erscheint Zebaot nicht. In den anderen biblischen Schriften kommt das Wort häufig vor, fast ausschließlich als Hoheitsattribut Gottes in der Kombination JHWH Zebaot (יהוה צבאות).
Undeutlich bleibt dabei, ob es sich um die Heere Israels handelt oder um die Schar der geistlichen Mächte und Engelwesen (z. B. 1 Sam 1,3 ; Jes 6,3 ). Einige Hinweise zur möglichen Klärung dieser Frage finden sich jedoch in den prophetisch-visionären Beschreibungen der Gegenwart Gottes durch Ezechiel (z. B. Ez 38,13 ) oder Daniel. In Jesaja 3,1  steht: „1 Denn siehe, der Herr, der HERR der Heerscharen (יהוה צבאות), nimmt von Jerusalem und von Juda Stütze und Stab hinweg, jede Stütze des Brotes und jede Stütze des Wassers: 2 Held und Kriegsmann, Richter und Prophet und Wahrsager und Ältesten; 3 den Obersten von fünfzig Mann und den Angesehenen und den Ratgeber und den geschickten Zauberer und den Beschwörungskünstler.“ Hier wird eindeutig klargestellt, dass mit צבאות nicht die Heere Israels gemeint sind (כי הנה האדון יהוה צבאות מסיר מירושלם ומיהודה משען ומשענה כל משען־לחם וכל משען־מים גבור ואיש מלחמה שופט ונביא וקסם וזקן שר־חמשים ונשוא פנים ויועץ וחכם חרשים ונבון לחש). In Jeremia 27,4  trägt Gott dem Propheten auf, eine Nachricht dem König von Juda, Zedekia, zu überbringen. In dieser Botschaft bezeichnet sich Gott als JHWH Zebaot, Gott Israels (יהוה צבאות אלהי ישראל). In der Botschaft steht auch: ועתה אנכי נתתי את־כל־הארצות האלה ביד נבוכדנאצר מלך־בבל עבדי וגם את־חית השדה נתתי לו לעבדו „Nun aber habe ich alle diese Länder in die Hand meines Knechts Nebukadnezar, des Königs von Babel, gegeben und auch die Tiere auf dem Felde, dass sie ihm untertan sein sollen.“ Auch hier geht klar hervor, das Gott nicht der Führer des israelischen Heeres sein kann. JHWH, der Gott Israels, führt alle Heerscharen, auch die der Feinde Israels. In Vers 8 verspricht JHWH, dass er alle bekämpfen wird, die sich der Herrschaft Nebukadnezars II. widersetzen sollten. JHWH ist also der Führer des Heeres von Babel (וְהָיָה הַגּוֹי וְהַמַּמְלָכָה, אֲשֶׁר לֹא-יַעַבְדוּ אֹתוֹ אֶת-נְבוּכַדְנֶאצַּר מֶלֶךְ-בָּבֶל, וְאֵת אֲשֶׁר לֹא-יִתֵּן אֶת-צַוָּארוֹ, בְּעֹלמֶלֶךְ בָּבֶל--בַּחֶרֶב וּבָרָעָב וּבַדֶּבֶר אֶפְקֹד עַל-הַגּוֹי הַהוּא, נְאֻם-יְהוָה, עַד-תֻּמִּי אֹתָם, בְּיָדוֹ). Er wird die, die sich der Herrschaft des Königs von Babel, Nebukadnezar, widersetzen, mit Schwert, Hunger und Pest bestrafen.
In Ausnahmefällen können auch Heere fremder Könige gemeint sein, z. B. Ps 68,13 : Die Könige der Heere („Zebaot“) fliehen.

## Griechisches Altes Testament
In die ersten Ausgaben des griechischen Alten Testamentes (Septuaginta) wurde die heilige Bezeichnung unübersetzt übernommen – die Konsonanten JHWH erscheinen als hebräische Buchstaben (יהוה) im griechischen Text. In späteren Ausgaben wurde das Tetragrammaton, JHWH, durch kyrios („Herr“) oder theos („Gott“) ersetzt (statt „יהוה σαβαώθ“ also „κύριε σαβαώθ“ oder „θεός σαβαώθ“), was jedoch der Bedeutung des ursprünglichen Textes nicht vollständig gerecht wird. Häufig wird in der Septuaginta Zebaot auch mit τῶν δυνάμεων tōn dynameōn, deutsch ‚(Herr) der Mächte‘ oder recht frei mit παντοκράτωρ pantokrátōr, deutsch ‚Allherrscher‘ übersetzt.

## Griechisches Neues Testament

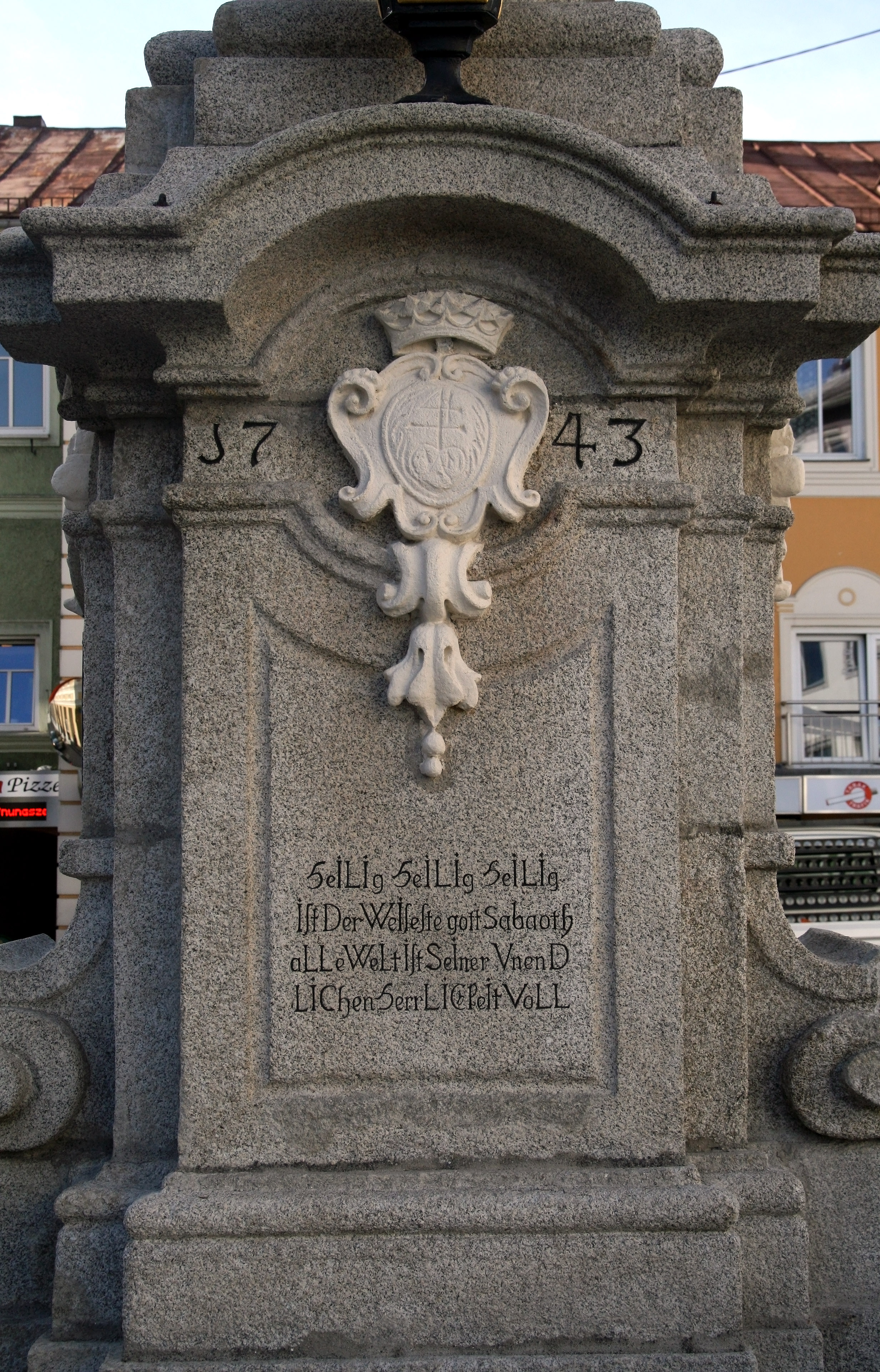
Inschrift an der Dreifaltigkeitssäule in Rohrbach in Oberösterreich (1743): Heilig heilig heilig ist der weiseste Gott Sabaoth […]

Die Offenbarung des Johannes beschreibt große Heerscharen von Geistgeschöpfen, die unmittelbar vor Gott stehen und über die Gott gebietet (z. B. Offb 19,14 ). Das Wort Sabaoth wird an einigen Stellen unübersetzt belassen (z. B. Röm 9,29  oder Jak 5,4 ), anderswo nach dem Vorbild der Septuaginta als pantokrator wiedergegeben.

## Lateinische Bibel (Vulgata)
Die lateinische Bibelübersetzung Vulgata übernimmt Sebaoth ebenfalls an einigen Stellen unübersetzt aus dem hebräischen bzw. griechischen Text (z. B. Röm 9,29 , Jak 5,4 ).

## Deutsche Bibelübersetzungen
Martin Luther schrieb in seiner Übersetzung des Alten und des Neuen Testaments HERR Zebaoth. In der Einheitsübersetzung heißt es Herr der Heere, in der katholischen Liturgie (Sanctus) Herr aller Mächte und Gewalten. Die Neue-Welt-Übersetzung der Heiligen Schrift, eine Bibelübersetzung der Zeugen Jehovas, verwendet den Ausdruck Jehova der Heerscharen.